# 魯邁莎·阿布西迪
魯邁莎·阿布西迪是阿曼氣候運動者、女權運動者、電台主持人、海洋科學家、企業家與足球運動員。她被認為是阿拉伯世界第一位女性足球分析師，也成為穿越南極最年輕的阿曼女性。她也是阿曼公認最傑出的廣播工作者之一。

## 職涯
魯邁莎2008年於烏特勒支大學獲得環境科學學士，期間曾參與特拉華大學的暑期課程，2014年獲得蘇丹卡布大學水產科學碩士學位，並於2020年獲得哈佛大學肯尼迪學院公共管理碩士學位。 
她也曾被大西洋理事會提名為2019年千禧研究員。
她曾擔任阿曼國家經濟多元化促進計畫的食品製造副主席與國家資政，亦曾服務於漁業發展部，並參與各項環境事務。
魯邁莎創立WomeX，這是一個向阿拉伯女性傳授談判技巧的平台，旨在培養阿拉伯地區的女性企業家。她也提倡婦女權利與青年的環境領導力。
她在阿曼擔任多年的電台主持，被公認為阿曼私人廣播電台的第一位本地英語主持人。在阿曼國家女子足球隊2007年受到國際足聯制裁之前，她還曾短暫擔任隊員。
2013年至2020 年，她是世界經濟論壇全球青年組織的成員之一。 2017年，她被歐盟委員會評為“一位年輕的世界和平大使”。此外，她還被任命為2022年國際足聯世界盃的Challenge 22大使及經濟和平研究院(IEP)大使。
在環境議題上，他曾在世界經濟論壇的達沃斯議程中表達對氣候變遷的擔憂。她亦是2021世界地球日TED倒數活動的參與者之一。

## 獎項
2023年11月，魯邁莎·阿布西迪入選BBC百大女性。